# Cosenza Calcio 2024-2025
Questa voce raccoglie le informazioni riguardanti il Cosenza Calcio nelle competizioni ufficiali della stagione 2024-2025.

## Stagione
La stagione 2024-2025 è per il Cosenza la 26ª partecipazione alla seconda serie del Campionato italiano di calcio.
Il 14 giugno 2024, vengono ufficializzati il riscatto di Gennaro Tutino, miglior marcatore rossoblù nella precedente stagione, e la rescissione contrattuale del tecnico William Viali e del suo vice, Massimiliano Guidetti, mentre vengono presentati il nuovo direttore generale, Giuseppe Ursino, ed il nuovo direttore sportivo, Gennaro Delvecchio.
Il 20 giugno 2024 viene ufficializzato Massimiliano Alvini come nuovo tecnico dei lupi.
I rossoblù svolgeranno il ritiro precampionato a Cascia, dal 13 al 27 luglio 2024.
Si svolgono proprio a Cascia le prime due amichevoli pre-campionato stagionali, contro la Roma Primavera, conclusasi 4-1 in favore dei lupi, con le marcature rossoblù realizzate da Zilli (2), Caporale e Contiero, e contro il Trapani, terminata sul risultato di 1-1 con rete di Kouan su rigore per i silani. Le successive amichevoli erano previste a il 27 luglio a Spoleto, contro la Ternana, successivamente annullata su richiesta dei rossoblù e il 3 agosto a Cosenza, allo stadio San Vito-Gigi Marulla, contro il Foggia, terminata 2-0 grazie alle marcature di Mazzocchi e Zilli.
L'esordio stagionale dei lupi c'è stato nella gara valida per i trentaduesimi di Coppa Italia, in casa del Torino; il risultato finale è stato di 2 a 0 per i granata, eliminando così i rossoblù dalla competizione; l'esordio in campionato avviene invece il 18 agosto, nella gara vinta per 1 a 0 contro la Cremonese.
Il 29 agosto, il Tribunale Federale nazionale condanna la società, per violazioni amministrative, a 4 punti di penalizzazione e 10 000 euro di ammenda.
Il 26 febbraio 2025, dopo un buon avvio a cui è seguito una serie di risultati negativi, la società si ritrova all'ultimo posto e decide di sollevare dall'incarico Alvini. Poche ore dopo viene annunciato che la guida tecnica è affidata al tecnico della formazione Primavera Nicola Belmonte in coppia con Pierantonio Tortelli. Dopo poco più di un mese, il 30 marzo vengono esonerati Belmonte e Tortelli, con la società che decide di richiamare in panchina Alvini. Le cose però non migliorano: si ottengono anzi soltanto una vittoria contro il Bari per 1-0, e i punti racimolati sono soltanto cinque, troppo pochi per salvarsi, dopo sette stagioni in Serie B, da una retrocessione che avviene alla penultima giornata con la sconfitta per 2-1 contro il Südtirol.

## Organigramma societario
Tratto dal sito ufficiale.
Area direttiva
- Presidente: Eugenio Guarascio
- Direttore generale: Giuseppe Ursino[19][20](fino al 24 dicembre 2024)[21]

Area sanitaria
- Responsabile: Nino Avventuriera
- Medici sociali: Sergio Caira
- Massaggiatori: Ercole Donato
- Fisioterapisti: Italo Marsico, Gennaro Zumpano
- Nutrizionista: Daniele Basta

Area marketing
- Responsabile Marketing: Andrea Napoli

Area organizzativa
- Segretario generale: Francesco Xausa[22]
- Direttore amministrativo: Daniel Inderst
- Segretaria amministrativa: Angela Salamone
- Team manager: Kevin Marulla[23]

Area comunicazione
- Responsabile Ufficio stampa: Gianluca Pasqua
- Digital & Social Media: Marco Michelin[24], Fabrizio Perna

Area tecnica
- Direttore sportivo: Gennaro Delvecchio[4][6][20][26]
- Allenatore: Massimiliano Alvini, poi Nicola Belmonte & Pierantonio Tortelli , poi Massimiliano Alvini
- Allenatore in seconda: Renato Montagnolo, poi Daniele Portanova, poi Renato Montagnolo
- Collaboratore tecnico: Francesco Bonacci, Daniele Portanova [27]
- Collaboratore tecnico e Match analyst: Alessandro Imbrogno
- Preparatori atletici: Claudio Giuntoli, Giuseppe Ruffolo
- Allenatore portieri: Antonio Fischetti

## Divise e sponsor
Per la stagione 2024-2025 lo sponsor tecnico è Nike, mentre il main sponsor è PPAS - Consorzio Produttori Patate Associati, ente di tutela e certificazione I.G.P. della patata silana. Confermati come top sponsor Malizia, azienda operante nel settore abbigliamento e il marchio Volkswagen, rappresentata dal Gruppo Chiappetta, e come top sponsor pantaloncino 3F SRL, azienda operante nel campo dell'impiantistica e servizi alle aziende.
| Casa | Trasferta | Terza divisa | Portiere |

## Rosa
Rosa aggiornata al 3 febbraio 2025.
In corsivo i calciatori ceduti a stagione in corso.
| N. |                        | Ruolo | Calciatore                  |
| -- | ---------------------- | ----- | --------------------------- |
| 1  | Italia (bandiera)      | P     | Alessandro Micai            |
| 2  | Italia (bandiera)      | D     | Baldovino Cimino            |
| 4  | Italia (bandiera)      | D     | Pietro Martino              |
| 5  | Italia (bandiera)      | D     | Michele Camporese           |
| 5  | Italia (bandiera)      | C     | Mario Gargiulo              |
| 6  | Brasile (bandiera)     | C     | Charlys                     |
| 7  | Italia (bandiera)      | A     | Luca Garritano              |
| 9  | Paesi Bassi (bandiera) | A     | Mohamed Sankoh              |
| 9  | Italia (bandiera)      | A     | Gabriele Artistico          |
| 10 | Italia (bandiera)      | A     | Tommaso Fumagalli           |
| 11 | Italia (bandiera)      | D     | Tommaso D'Orazio (capitano) |
| 12 | Italia (bandiera)      | P     | Gabriele Baldi              |
| 15 | Italia (bandiera)      | D     | Christian Dalle Mura        |
| 16 | Italia (bandiera)      | D     | Manuel Ricciardi            |
| 17 | Italia (bandiera)      | D     | Alessandro Caporale         |
| 18 | Ghana (bandiera)       | D     | Bright Gyamfi               |
| 18 | Argentina (bandiera)   | A     | Juan Manuel Cruz            |
| 19 | Italia (bandiera)      | A     | Riccardo Ciervo             |

| N. |                           | Ruolo | Calciatore           |
| -- | ------------------------- | ----- | -------------------- |
| 20 | Italia (bandiera)         | C     | Andrea Rizzo Pinna   |
| 21 | Italia (bandiera)         | A     | Massimo Zilli        |
| 22 | Italia (bandiera)         | P     | Thomas Vettorel      |
| 23 | Italia (bandiera)         | D     | Michael Venturi      |
| 24 | Italia (bandiera)         | C     | José Mauri           |
| 28 | Costa d'Avorio (bandiera) | C     | Christian Kouan      |
| 29 | Italia (bandiera)         | D     | Filippo Sgarbi       |
| 30 | Italia (bandiera)         | A     | Simone Mazzocchi     |
| 31 | Italia (bandiera)         | D     | Giacomo Ricci        |
| 32 | Italia (bandiera)         | A     | Luca Strizzolo       |
| 34 | Italia (bandiera)         | C     | Aldo Florenzi        |
| 36 | Australia (bandiera)      | A     | Jahce Novello        |
| 39 | Grecia (bandiera)         | C     | Chrīstos Kourfalidīs |
| 40 | Italia (bandiera)         | A     | Alessandro Arioli    |
| 41 | Italia (bandiera)         | C     | Edoardo Contiero     |
| 55 | Bulgaria (bandiera)       | D     | Andrea Hristov       |
| 90 | Italia (bandiera)         | C     | Gianmarco Begheldo   |
|    | Italia (bandiera)         | P     | Alessandro Lai       |

## Calciomercato

### Sessione estiva(dal 1º/7 al 30/8)
| Acquisti | Acquisti             | Acquisti      | Acquisti                                          |
| R.       | Nome                 | da            | Modalità                                          |
| -------- | -------------------- | ------------- | ------------------------------------------------- |
| P        | Gabriele Baldi       | Giugliano     | definitivo                                        |
| P        | Thomas Vettorel      | Gubbio        | definitivo                                        |
| D        | Alessandro Caporale  | Lecco         | definitivo                                        |
| D        | Manuel Ricciardi     | Avellino      | definitivo                                        |
| D        | Michele Camporese    | Feralpisalò   | riscatto                                          |
| D        | Christian Dalle Mura | Fiorentina    | definitivo                                        |
| D        | Andrea Hristov       | Potenza       | fine prestito                                     |
| D        | Giacomo Ricci        | Bari          | definitivo                                        |
| D        | Filippo Sgarbi       | Ternana       | fine prestito                                     |
| C        | Christian D'Urso     | Triestina     | fine prestito                                     |
| C        | José Mauri           | Sarmiento (J) | definitivo                                        |
| C        | Christian Kouan      | Perugia       | definitivo                                        |
| C        | Chrīstos Kourfalidīs | Cagliari      | definitivo                                        |
| C        | Gianmarco Begheldo   | Virtus Verona | definitivo                                        |
| C        | Charlys              | Verona        | prestito con diritto di riscatto e controriscatto |
| C        | Andrea Rizzo Pinna   | Lucchese      | definitivo                                        |
| A        | Riccardo Ciervo      | Sassuolo      | prestito                                          |
| A        | Simone Mazzocchi     | Atalanta      | prestito con obbligo di riscatto                  |
| A        | Gennaro Tutino       | Parma         | diritto di riscatto                               |
| A        | Mohamed Sankoh       | Stoccarda     | prestito                                          |
| A        | Luca Strizzolo       | Modena        | prestito con diritto di riscatto                  |
| A        | Massimo Zilli        | SPAL          | fine prestito                                     |
| A        | Alessandro Arioli    | Monopoli      | fine prestito                                     |
| A        | Tommaso Fumagalli    | Como          | prestito con diritto di riscatto e controriscatto |

| Cessioni | Cessioni               | Cessioni        | Cessioni                         |
| R.       | Nome                   | a               | Modalità                         |
| -------- | ---------------------- | --------------- | -------------------------------- |
| P        | Leonardo Marson        | Avellino        | definitivo                       |
| P        | Thomas Pompei          | Atletico Ascoli | prestito                         |
| D        | Alessandro Fontanarosa | Inter           | fine prestito                    |
| D        | Gianluca Frabotta      | Juventus        | fine prestito                    |
| D        | Andrea Meroni          | Reggiana        | definitivo                       |
| D        | Salvatore La Vardera   | Giugliano       | definitivo                       |
| C        | Federico Zuccon        | Atalanta        | fine prestito                    |
| C        | Mirko Antonucci        | Spezia          | fine prestito                    |
| C        | Giacomo Calò           | Cesena          | definitivo                       |
| C        | Mateusz Praszelik      | Verona          | fine prestito                    |
| C        | Idriz Voca             |                 | svincolato                       |
| C        | Mattia Viviani         | Benevento       | fine prestito                    |
| C        | Christian D'Urso       | Triestina       | definitivo                       |
| A        | Alessandro Arioli      | Chieti          | prestito                         |
| A        | Luigi Canotto          | Frosinone       | fine prestito                    |
| A        | Simone Mazzocchi       | Atalanta        | fine prestito                    |
| A        | Francesco Forte        | Ascoli          | fine prestito                    |
| A        | Gennaro Tutino         | Sampdoria       | prestito con obbligo di riscatto |
| A        | Valerio Crespi         | Lazio           | fine prestito                    |

### Sessione invernale(dal 2/1 al 3/2)
| Acquisti | Acquisti           | Acquisti  | Acquisti   |
| R.       | Nome               | da        | Modalità   |
| -------- | ------------------ | --------- | ---------- |
| C        | Mario Gargiulo     | Foggia    | definitivo |
| A        | Gabriele Artistico | Lazio     | prestito   |
| A        | Luca Garritano     | Frosinone | definitivo |
| A        | Juan Manuel Cruz   | Verona    | prestito   |

| Cessioni         | Cessioni           | Cessioni           | Cessioni              |
| R.               | Nome               | a                  | Modalità              |
| ---------------- | ------------------ | ------------------ | --------------------- |
| D                | Bright Gyamfi      | Messina            | definitivo            |
| C                | Gianmarco Begheldo | Union Clodiense CS | prestito              |
| C                | Michele Camporese  | Milan Futuro       | definitivo            |
| C                | José Mauri         |                    | risoluzione contratto |
| A                | Mohamed Sankoh     | Stoccarda          | fine prestito         |
| A                | Luca Strizzolo     | Modena             | risoluzione prestito  |
| Altre operazioni |                    |                    |                       |
| R.               | Nome               | da                 | Modalità              |
| D                | Antonio Barone     | Nocerina           | prestito              |

## Risultati

### Coppa Italia

#### Turni preliminari
| Arbitro: | Ghersini (Genova) |

|                                |           |  |
| Camporese 1’ (aut.) Zapata 84’ | Marcatori |  |

## Statistiche

### Statistiche di squadra
Statistiche aggiornate al 8 febbraio 2025
| Competizione | Punti | In casa | In casa | In casa | In casa | In casa | In casa | In trasferta | In trasferta | In trasferta | In trasferta | In trasferta | In trasferta | Totale | Totale | Totale | Totale | Totale | Totale | DR  |
| Competizione | Punti | G       | V       | N       | P       | Gf      | Gs      | G            | V            | N            | P            | Gf           | Gs           | G      | V      | N      | P      | Gf     | Gs     | DR  |
| ------------ | ----- | ------- | ------- | ------- | ------- | ------- | ------- | ------------ | ------------ | ------------ | ------------ | ------------ | ------------ | ------ | ------ | ------ | ------ | ------ | ------ | --- |
| Serie B      | 28    | 17      | 4       | 7       | 6       | 12      | 19      | 17           | 2            | 7            | 8            | 18           | 30           | 33     | 6      | 13     | 14     | 28     | 47     | -19 |
| Coppa Italia | -     | 0       | 0       | 0       | 0       | 0       | 0       | 1            | 0            | 0            | 1            | 0            | 2            | 1      | 0      | 0      | 1      | 0      | 2      | -2  |
| Totale       | -     | 17      | 4       | 7       | 6       | 12      | 19      | 18           | 2            | 7            | 9            | 18           | 32           | 34     | 6      | 13     | 15     | 28     | 49     | -21 |

### Andamento in campionato
| Giornata  | 1 | 2  | 3  | 4  | 5  | 6  | 7  | 8  | 9  | 10 | 11 | 12 | 13 | 14 | 15 | 16 | 17 | 18 | 19 | 20 | 21 | 22 | 23 | 24 | 25 | 26 | 27 | 28 | 29 | 30 | 31 | 32 | 33 | 34 | 35 | 36 | 37 | 38 |
| --------- | - | -- | -- | -- | -- | -- | -- | -- | -- | -- | -- | -- | -- | -- | -- | -- | -- | -- | -- | -- | -- | -- | -- | -- | -- | -- | -- | -- | -- | -- | -- | -- | -- | -- | -- | -- | -- | -- |
| Luogo     | C | T  | C  | T  | C  | C  | T  | C  | T  | C  | T  | C  | T  | C  | T  | C  | T  | T  | C  | T  | C  | T  | C  | T  | C  | T  | C  | T  | C  | T  | C  | T  | C  | T  | T  | C  | T  | C  |
| Risultato | V | P  | N  | N  | V  | P  | N  | P  | N  | N  | V  | N  | V  | N  | N  | P  | P  | P  | N  | P  | N  | P  | P  | P  | V  | P  | P  | N  | V  | P  | P  | N  | N  | P  | P  | V  | P  | P  |
| Posizione | 6 | 10 | 12 | 20 | 17 | 18 | 19 | 20 | 19 | 19 | 18 | 18 | 13 | 14 | 13 | 17 | 17 | 19 | 19 | 20 | 18 | 20 | 20 | 20 | 20 | 20 | 20 | 20 | 20 | 20 | 20 | 20 | 20 | 20 | 20 | 20 | 20 | 20 |

Fonte: Lega Serie B
Legenda:

Luogo: N = Campo neutro; C = Casa; T = Trasferta. Risultato: V = Vittoria; N = Pareggio; S = Sconfitta.
- = Turno di riposo.

### Statistiche dei giocatori
| Giocatore      | Serie B  | Serie B | Serie B     | Serie B    | Coppa Italia | Coppa Italia | Coppa Italia | Coppa Italia | Totale   | Totale | Totale      | Totale     |
| Giocatore      | Presenze | Reti    | Ammonizioni | Espulsioni | Presenze     | Reti         | Ammonizioni  | Espulsioni   | Presenze | Reti   | Ammonizioni | Espulsioni |
| -------------- | -------- | ------- | ----------- | ---------- | ------------ | ------------ | ------------ | ------------ | -------- | ------ | ----------- | ---------- |
| A. Arioli      | 0        | 0       | 0           | 0          | 0            | 0            | 0            | 0            | 0        | 0      | 0           | 0          |
| G. Artistico   | 5        | 1       | 1           | 0          | 0            | 0            | 0            | 0            | 5        | 1      | 1           | 0          |
| G. Baldi       | 0        | -0      | 0           | 0          | 0            | -0           | 0            | 0            | 0        | -0     | 0           | 0          |
| G. Begheldo    | 0        | 0       | 0           | 0          | 0            | 0            | 0            | 0            | 0        | 0      | 0           | 0          |
| M. Camporese   | 7        | 0       | 1           | 0          | 1            | 0            | 0            | 0            | 8        | 0      | 1           | 0          |
| A. Caporale    | 21       | 0       | 4           | 1          | 1            | 0            | 0            | 0            | 22       | 0      | 4           | 1          |
| L. Charlys     | 19       | 1       | 8           | 0          | 1            | 0            | 0            | 0            | 20       | 1      | 8           | 0          |
| R. Ciervo      | 21       | 1       | 2           | 0          | 1            | 0            | 0            | 0            | 22       | 1      | 2           | 0          |
| B. Cimino      | 7        | 0       | 0           | 0          | 0            | 0            | 0            | 0            | 7        | 0      | 0           | 0          |
| J.M. Cruz      | 0        | 0       | 0           | 0          | 0            | 0            | 0            | 0            | 0        | 0      | 0           | 0          |
| T. D'Orazio    | 15       | 2       | 5           | 0          | 1            | 0            | 1            | 0            | 16       | 2      | 6           | 0          |
| C. Dalle Mura  | 14       | 0 (1)   | 5           | 0          | 0            | 0            | 0            | 0            | 14       | 0      | 5           | 0          |
| A. Florenzi    | 22       | 2       | 7           | 0          | 1            | 0            | 0            | 0            | 23       | 2      | 7           | 0          |
| T. Fumagalli   | 18       | 4       | 4           | 0          | 1            | 0            | 0            | 0            | 19       | 4      | 4           | 0          |
| M. Gargiulo    | 4        | 0       | 1           | 0          | 0            | 0            | 0            | 0            | 4        | 0      | 1           | 0          |
| L. Garritano   | 1        | 0       | 1           | 0          | 0            | 0            | 0            | 0            | 1        | 0      | 1           | 0          |
| B. Gyamfi      | 0        | 0       | 0           | 0          | 0            | 0            | 0            | 0            | 0        | 0      | 0           | 0          |
| A. Hristov     | 10       | 1       | 2           | 0          | 1            | 0            | 0            | 0            | 11       | 1      | 2           | 0          |
| C. Kouan       | 2        | 0       | 5           | 0          | 1            | 0            | 1            | 0            | 3        | 0      | 6           | 0          |
| C. Kourfalidīs | 18       | 0       | 5           | 0          | 1            | 0            | 0            | 0            | 19       | 0      | 5           | 0          |
| A. Lai         | 0        | -0      | 0           | 0          | 0            | -0           | 0            | 0            | 0        | -0     | 0           | 0          |
| P. Martino     | 11       | 0 (1)   | 2           | 0          | 1            | 0            | 1            | 0            | 12       | 0      | 3           | 0          |
| J. Mauri       | 14       | 0       | 2           | 0          | 1            | 0            | 0            | 0            | 15       | 0      | 2           | 0          |
| S. Mazzocchi   | 24       | 3       | 5           | 0          | 1            | 0            | 0            | 0            | 25       | 3      | 5           | 0          |
| A. Micai       | 25       | -30     | 4           | 0          | 1            | -2           | 0            | 0            | 26       | -32    | 4           | 0          |
| J. Novello     | 0        | 0       | 0           | 0          | 0            | 0            | 0            | 0            | 0        | 0      | 0           | 0          |
| G. Ricci       | 17       | 1       | 3           | 0          | 0            | 0            | 0            | 0            | 17       | 1      | 3           | 0          |
| M. Ricciardi   | 21       | 4       | 4           | 1          | 0            | 0            | 0            | 0            | 21       | 4      | 4           | 1          |
| A. Rizzo Pinna | 18       | 1       | 0           | 0          | 1            | 0            | 0            | 0            | 19       | 1      | 0           | 0          |
| M. Sankoh      | 9        | 0       | 1           | 0          | 0            | 0            | 0            | 0            | 9        | 0      | 1           | 0          |
| F. Sgarbi      | 7        | 0       | 2           | 0          | 0            | 0            | 0            | 0            | 7        | 0      | 2           | 0          |
| L. Strizzolo   | 16       | 1       | 4           | 0          | 0            | 0            | 0            | 0            | 16       | 1      | 4           | 0          |
| M. Venturi     | 17       | 1       | 5           | 0          | 0            | 0            | 0            | 0            | 17       | 1      | 5           | 0          |
| T. Vettorel    | 0        | -0      | 0           | 0          | 0            | -0           | 0            | 0            | 0        | -0     | 0           | 0          |
| M. Zilli       | 17       | 1       | 1           | 0          | 1            | 0            | 0            | 0            | 18       | 1      | 1           | 0          |

## Giovanili

### Organigramma
Tratto dal sito ufficiale della società.
Area direttiva
- Responsabile Settore Giovanile: Sergio Mezzina
- Segretario Settore Giovanile: Carmine Giordano
- Responsabile scouting: Benedetto Pugliese[118]
- Responsabile Organizzativo: Daniela Fiorelli

Allievi Nazionali Under-16
- Allenatore: Gianluca Garofalo
- Allenatore in seconda: Cristian De Luca
- Preparatore atletico: Mario Paura
- Allenatore dei portieri: Andrea Giovanni Marino
- Team Manager: Antonio Guadagniulo
- Medico Sociale: Dott. Gianluca Garofalo

Primavera 2
- Allenatore: Nicola Belmonte, poi Paolo Infusino (ad interim), poi Ivan Franceschini
- Allenatore in seconda: Paolo Infusino
- Preparatore atletico: Carmelo Servidio
- Preparatore dei portieri: Andrea Giovanni Marino
- Match Analyst: Emilio Scola
- Fisioterapista: Francesco Pierri
- Team Manager: Antonio Guadagnola
- Medico Sociale: Dott. Salvatore Turano

Giovanissimi Nazionali Under-15
- Allenatore: Pierantonio Tortelli, poi Giuseppe Marozzo
- Allenatore in seconda: Giuseppe Marozzo
- Preparatore dei portieri: Andrea Giovanni Marino
- Preparatore atletico: Mario Paura
- Fisioterapista: Salvatore Domolo
- Team manager: Biagio Allevato
- Medico Sociale: Dott. Carlo Chiodo

Allievi Nazionali Under-17
- Allenatore: Danilo Angotti
- Allenatore in seconda: Francesco Maria Marozzo
- Preparatore atletico: Carmelo Servidio
- Preparatore dei portieri: Andrea Giovanni Marino
- Fisioterapista: Emanuele Rizzo
- Team manager: Stefano Dodaro
- Medico Sociale: Dott. Gianfranco Calderaro